# Loughatorick South Bog SAC
Loughatorick South Bog SAC este o arie protejată (arie specială de conservare — SAC, sit de importanță comunitară — SCI) din Irlanda întinsă pe o suprafață de 881,4 ha, integral pe uscat.

## Localizare
Centrul sitului Loughatorick South Bog SAC este situat la coordonatele 52°59′13″N 8°28′10″W / 52.987077°N 8.469415°V.

## Înființare
Situl Loughatorick South Bog SAC a fost declarat sit de importanță comunitară în noiembrie 1997 pentru a proteja 1 specie de animale. Situl a fost protejat și ca arie specială de conservare în septembrie 2019.

## Biodiversitate
Situată în ecoregiunea atlantică, aria protejată conține 1 habitat natural: Turbării de acoperire (* exclusiv pentru turbării active).
La baza desemnării sitului se află o specie protejată de  păsări: becațină comună (Gallinago gallinago).
Pe lângă speciile protejate, pe teritoriul sitului au mai fost identificate 1 specie de păsări.